# Andemtenga (département)
Cet article concerne le département et la commune rurale. Pour le village chef-lieu, voir Andemtenga.
Andemtenga est un département et une commune rurale de la province du Kouritenga, situé dans la région du Centre-Est au Burkina Faso. En tant que commune et département, Andemtenga est composé de 27 villages dont le chef-lieu homonyme.
Comptant 69 428 habitants en 2019, la commune est la troisième localité la plus peuplée après Koupéla, chef-lieu de la province du Kouritenga et Pouytenga.
L'origine du peuplement du département de Andemtenga remonte de très longue date vers le XIVe – XVe siècle. C’est dans la conquête de l’espace que les quatre fils de Naba Namendé, qui lui-même a quitté Ouagadougou pour s’installer à Boulsa, se sont installés dans quatre localités voisines de Boulsa. Le second fils s'installa dans le site actuel d'Andemtenga disant que « je m'installe ici pour m'amuser en attendant » ; d'où le nom "m'den"= andem = m'amuser et plus tard Andemtenga terre d'Andem. Andem fut ainsi le nom du fondateur dudit village et le chef de terre.
Andemtenga est une vaste pénéplaine plate et monotone, avec quelques buttes cuirassées très peu marquées, observables dans les parties Sud-Ouest et Sud de la commune. L’altitude moyenne dans la commune est de 380 m. Par conséquent, la commune est caractérisée par l’écoulement des eaux de ruissellement en nappe qui a donné lieu à la formation de nombreux bas-fonds larges peu encaissés et sans lit mineur marqué.
L’agriculture pluviale (culture de sorgho, mil, maïs, niébé, arachide, voandzou et sésame) est la première activité socio-économique principale des habitants de Andemtenga, suivie de l’élevage (ovins, caprins, volaille) et des cultures maraichères. Le commerce est essentiellement consacré aux légumes, céréales et bétails, notamment avec Pouytenga et Koupéla qui sont situées à une vingtaine de kilomètres du chef-lieu de la commune.
L’activité culturelle majeure est le Nakoobo du Chef de Andemtenga qui se tient annuellement. Le Nakoobo (ou Naab Koobo) est une fête coutumière pour marquer la fin des récoltes. La commune est également reconnue comme la localité d’origine de grands chanteurs internationaux du Burkina Faso.
La ville de Andemtenga est accessible par la route Nationale 4 au Sud (N4 à partir de Koupéla par la route départementale), la Nationale 15 à l’Ouest (N15 à partir de Pouytenga par la route régionale R5) et la Nationale 18 au Nord-Est (N18 à partir de Bilanga par la route régionale R5).

## Géographie

### Localisation
| Boulsa    | Dargo      | Bilanga          |
| Kando     | Andemtenga |                  |
| Pouytenga | Koupéla    | Goughin Baskouré |

### Géologie et relief
Le département de Andemtenga se présente comme une vaste pénéplaine plate et monotone. Les seules perturbations du relief se manifestent à travers quelques buttes cuirassées très peu marquées, observables dans les parties Sud-Ouest et Sud du département. L’altitude moyenne est de 380 m. Par conséquent, la monotonie du relief a donné lieu à l’écoulement des eaux de ruissellement en nappe, entraînant la formation de nombreux bas-fonds larges peu encaissés et sans lit mineur marqué.

### Hydrographie
Le réseau hydrographique de Andemtenga est faiblement marqué. En effet le department de Andemtenga dispose seulement de cours d’eau tertiaires diffus et peu encaissés à assèchement rapide (pour la plupart dès décembre-janvier). Les deux principaux cours d’eau sont :
- le cours d'eau situé au Sud-Ouest et qui coule du village de Tanga vers le village de Tampella en passant par Boto ;
- le cours d'eau situé au Sud et qui coule du village de Sabrouko vers Tantako en passant par Sabrabinatenga.

Le reste du réseau hydrographique est constitué de rivières bien alimentées pendant la saison pluvieuse mais tarissant en saison sèche. Le département dispose de peu de retenues d’eau artificielles. En 2016, on en a dénombré  6 parmi lesquelles se trouvent celles de Tanga (la plus importante), de Songretenga, de Koupélin et de Koundi (Zimkorom). Les deux autres retenues d’eau sont Finougou et Kougré (Pissi) dont les digues ont cédé.

### Climat
Le climat du département de Andemtenga est de celui d'une grande partie du Burkina Faso : un climat soudano-sahélien caractérisé par l'alternance de deux saisons : (i) une longue saison sèche d’octobre à mai, (ii) une saison pluvieuse de juin à septembre. Cette saison a une durée variable d’une année à une autre. En outre, les amplitudes thermiques sont  très variables : les températures maximales atteignent 40°C (avril) et les minimales 20°C (février). Les précipitations annuelles varient en général entre 600 mm à 1000 mm.

## Population et société

### Démographie
Les données concernant l'évolution de la population de Andemtenga ont été plus régulières et complètes à partir du deuxième recensement général de la population en 1985 effectué par l'Institut national de la statistique et de la démographie (INSD). Ainsi, en 1985, la population du département de Andemtenga comptait 33 405. Au dernier recensement en 2019, la population du département est passée à 69 428 habitants, soit plus du double en 37 ans.
| 1985   | 1996   | 2006   | 2019   |
| ------ | ------ | ------ | ------ |
| 33 405 | 38 855 | 49 207 | 69 428 |

### Manifestations culturelles et festivités
Les manifestations culturelles majeures sont les suivantes :
- Le Nakoobo (ou Naab Koobo) du Chef de Andemtenga, une fête coutumière annuelle séculaire pour marquer la fin des récoltes[1];
- Le Bayir Daaré, une festivité célébrée chaque année au mois d'août depuis 2020.

## Voies de communication et transport

### Voies routières
Le chef-lieu de Andemtenga est traversé par la route régionale R5, reliant Pouytenga au Sud-Ouest à Bilanga au Nord-Est. Ce tronçon, non-bitumé, d'une distance de 60 km environ, relie les routes nationales N 15 (reliant Pouytenga à Kaya) et N 19 (reliant Fada N'Gourma à Bogandé). Par ailleurs, la commune est reliée à Koupéla au Sud par une route départementale passablement praticable. La distance entre Andemtenga et Pouytenga et Andemtenga et Koupéla (par laquelle passe la Nationale 5) est d'environ 20 km.
La situation géographique de la commune lui permet donc d'accéder facilement aux grands marchés de bétail de la zone (Kaya et Bogandé), aux grandes villes de la région du Centre-Est (Koupéla et Tenkodogo) et de l'Est (Fada N'Gourma), à la capitale (Ouagadougou), ainsi qu'aux pays voisins comme le Niger, le Togo et le Ghana grâce à des infrastructures routières, dans l'ensemble, adéquates.
Cependant, le réseau intérieur à la commune est défectueux en saison des pluies ; des villages entiers pouvant être coupés du chef-lieu de la commune.
et son impact dans le développement des activités commerciales est fortement reconnu. Elle ouvre la communication avec Ouaga, Cinkansé, Lomé, Fada, Kumasi, Bawku, la Côte d’Ivoire… Le transport y est de plus en plus développé. De nombreuses sociétés de transport y sont installées facilitant ainsi les départs vers d’autres horizons.

#### Transports en commun
Le transport en commun propre à la commune n'est pas développé. Les moyens de transport les plus courants sont la bicyclette, la mobylette et les tricycles motorisés généralement utilisés dans le transport de marchandises en toutes saisons. Ces moyens de transport sont souvent utilisés pour relier les villages de la commune et les chefs-lieux des communes voisines.
On rencontre néanmoins des véhicules à quatre roues, notamment des camions, qui empruntent la route régionale 5 direction des marchés importants.
Pour effectuer des voyages plus distants, les usagers sont obligés d'aller à Pouytenga ou à Koupéla pour utiliser les cars des sociétés de transport.

## Administration

### Villages
Le département et la commune rurale d'Andemtenga est administrativement composé de vingt-sept villages, dont le village chef-lieu homonyme (5e recensement général de la population de 2019 ) :
- Andemtenga (2 890 habitants)
- Andemtenga-Peulh (210 habitants)
- Boto (1 908 habitants)
- Doundoudougou (6 282 habitants)
- Firougou (2 498 habitants)
- Guéfourgou (2 714 habitants)
- Kindi (2 369 habitants)
- Koboundoum (3 841 habitants)
- Koénd-Zingdémissi (1 087 habitants)
- Kombéolé (1 967 habitants)
- Kougouré (2 296 habitants)
- Koulkienga (1 429 habitants)
- Koundi (4 393 habitants)
- Mokomdongo (1 936 habitants)
- Ouenga (7 433 habitants)
- Sabrabinatenga (2 537 habitants)
- Sabrouko (ou Sabtenga) (365 habitants)
- Silenga (2 000 habitants)
- Simba (5 065 habitants)
- Somdabésma (718 habitants)
- Songrétenga (2 660 habitants)
- Tambella-Mossi (2 754 habitants)
- Tambella-Peulh (22 habitants)
- Tambogo (3 718 habitants)
- Tampella (1 495 habitants)
- Tanga (2 814 habitants)
- Tantako (2 067 habitants)

## Économie

### Entreprises et commerces

#### Agriculture
Les principales spéculations agricoles sont :
- le sorgho (Sorghum bicolor),
- le mil (Pennisetumamericanum),
- le maïs (Zeamays),
- le niébé (Vignaunguiculata),
- l’arachide (Arachishypogea),
- le voandzou (Voandzeasubterranea) et
- le sésame.

L’essentiel de la production est destiné à l’auto-consommation. Le niébé, le voandzou, l’arachide et le sésame sont destinés principalement au marché.

#### Élevage
Il s’agit essentiellement de l’élevage de bovins, les ovins et les caprins.

#### Ressources halieutiques
La commune regorge de ressources halieutiques telles que les crocodiles et diverses espèces de poissons (silures, carpes) qui contribuent à l’amélioration de l’alimentation et des revenus des populations.

#### Artisanat
La commune d’Andemtenga ne dispose que de quelques artisans réparateurs de forages, de motos, vélos, charrues et charrettes avec un faible niveau technique et une faible organisation. Il existe également dans certains villages des groupes de femmes tisseuses faiblement organisés et sous-équipés.

#### Commerce
Le commerce est assez développé dans la commune et porte essentiellement sur les produits alimentaires, de l’élévage et les produits artisanaux. Les principaux marchés de la commune sont situés à Ouenga, Andemtenga, Zamsé et Zimkorom.
Tourisme et hôtellerie
Le tourisme est quasi inexistant dans la province. Les potentialités touristiques, pouvant constituer des sources de revenus pour la commune, existent mais ne sont pas mises en valeur. Il s’agit :
- des tombes ancestrales : tombe du Naba Kourita, de Naba Andem, Naba Songré, Naba Siniba ;
- des serpents sacrés des cours royales ;
- de la montagne rouge sacrée.

Le secteur de l'hôtellerie n’est pas encore développé dans la commune. Pour le moment, il n’existe aucune infrastructure d’hébergement pour appuyer le tourisme.

#### Postes et télécommunications
L’ensemble du territoire communal est couvert par la téléphonie mobile. Il s’agit notamment des trois compagnies de téléphonie : MOOV Africa, ORANGE et TELECEL. Le téléphone fixe, n’est pas encore accessible sur le territoire.
La poste n’est accessible qu’à Pouytenga et à Koupéla.

#### Médias
La commune ne dispose d'aucune presse, ni de radio ou de société de télévision installées ou ouvertes dans la commune. Cependant, elle bénéficie de couverture :
- de la TNT ;
- des radios Maria et Kourita émettant à partir de Koupéla  et de la radio Nabonswendé émettant à partir de Pouytenga.

## Personnalités liées à Andemtenga
La commune de Andemtenga est liée à un certain nombre de chanteurs renommés tels que  Floby et Roger Wango, ressortissants de ladite commune.